# Weto (Montaña Abou)
Weto – osada (wijk) w miejscowości Montaña Abou w dystrykcie Bandariba, w kraju autonomicznym Curaçao, należącym do Holandii, w Ameryce Południowej. 20 października 2023 r. liczyła 749 mieszkańców.  